# АЕС Куданкулам
Атомна електростанція Куданкулам — найбільша атомна електростанція в Індії, розташована в Куданкуламі в районі Тірунелвелі південного індійського штату Тамілнад. Будівництво станції почалося 31 березня 2002 року, але зіткнулося з кількома затримками через спротив місцевих рибалок. Планується, що на Атомстройекспорт буде побудовано шість реакторів ВВЕР-1000 у співпраці з російською державною компанією «Атомбудекспорт» і Nuclear Power Corporation of India Limited (NPCIL) із встановленою потужністю 6000 МВт електроенергії.
22 жовтня 2013 року енергоблок № 1 був синхронізований з південною енергомережею і з того часу виробляє електроенергію на гарантованому рівні 1000 МВт. Початкова вартість двох одиниць становила  13 171 крор, але пізніше вона була переглянута до  17 270 крор (2,6 мільярда доларів США). Росія надала кредит у  6416 крор (0,97 мільярда доларів США) для обох блоків. Блок № 2 досяг критичного стану 10 липня 2016 року та був синхронізований з електромережею 29 серпня.
У 2015 році Nuclear Power Corporation Ltd (NPCIL) оголосила ціну  4,29/ кВт·год (6,4 ¢/кВт·год) на енергію, що поставляється з АЕС Куданкулам.

## Історія

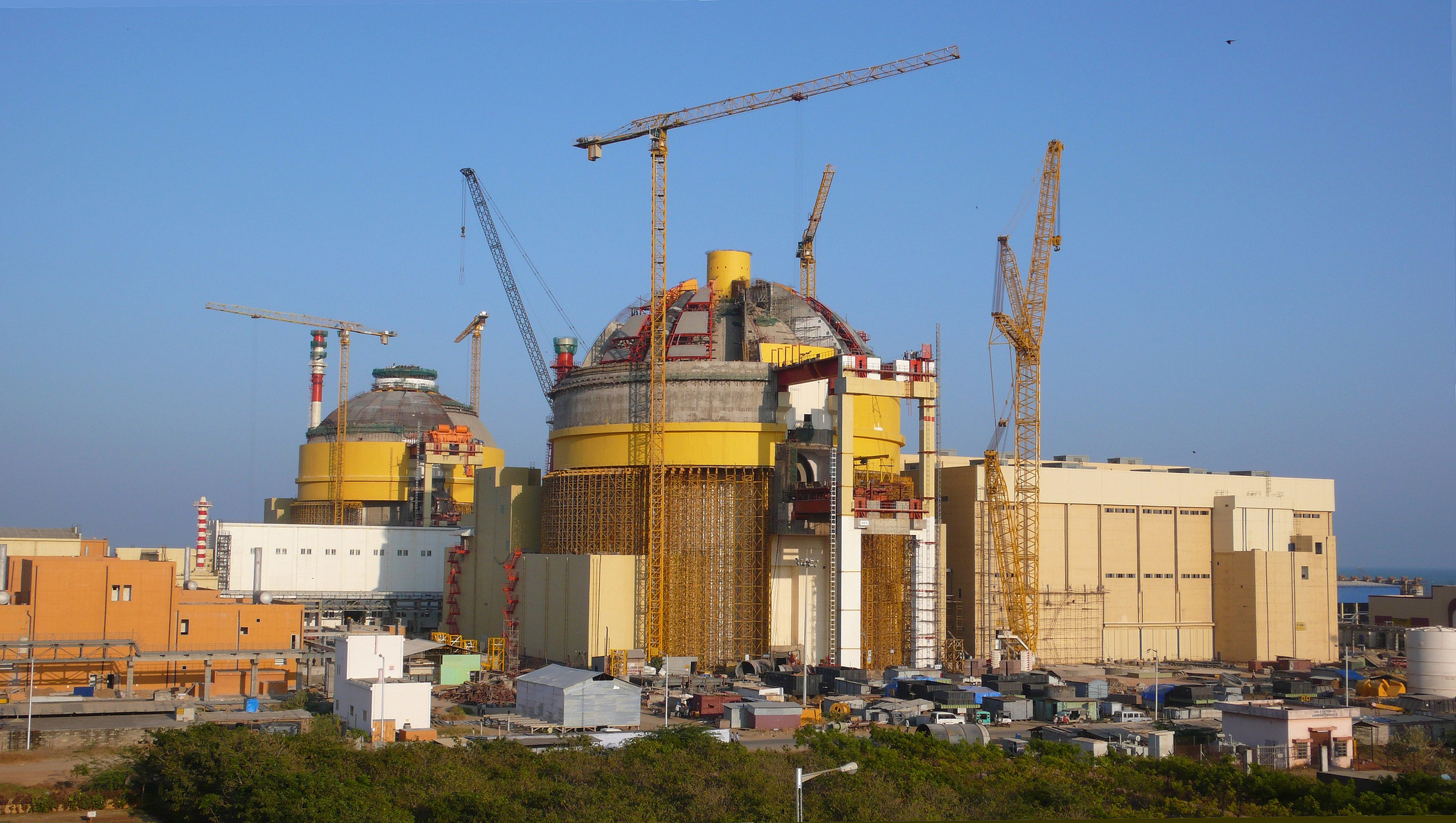
АЕС Куданкулум під час будівництва, 14 квітня 2009 р

20 листопада 1988 року прем'єр-міністр Індії Раджив Ганді та глава радянської держави Михайло Горбачов підписали міжурядову угоду щодо будівництва двох реакторів. Через розпад Радянського Союзу проект залишався в підвішеному стані протягом десяти років. Були також заперечення з боку Сполучених Штатів на тій підставі, що угода не відповідає умовам Групи ядерних постачальників (NSG) 1992 року М. Р. Шрінівасан, голова Комісії з атомної енергії (AEC) з 1987 по 1990 рік, назвав проект «непочатковим». Однак 21 червня 1998 року проект було відновлено.

### Будівництво
Будівництво розпочалося 31 березня 2002 року, а ядерно-енергетична корпорація Індії (NPCIL) передбачила, що перший енергоблок запрацює в березні 2007 року замість початкової мети в грудні 2007 року .

## Дизайн і специфікація
Реактори — типу водно-водяний ядерний реактор російського зразка моделі ВВЕР-1000/В-412, також відомі як АЕС-92. Теплова потужність 3000 МВт, повна електрична потужність 1000 МВт корисною потужністю 917 МВт. Будівництво веде NPCIL і Атомбудекспорт. Після завершення будівництва завод стане найбільшим комплексом з виробництва ядерної енергії в Індії, що вироблятиме кумулятивну 2 ГВт електроенергії. Обидва блоки є енергетичними реакторами з водяним охолодженням.

## Операції
Перший реактор станції вийшов у критичний стан 13 липня 2013 року і був підключений до мережі через три місяці. Почав комерційну експлуатацію з 31 грудня 2014 року. Другий блок досяг критичності 10 липня 2016 року і був підключений до мережі в серпні. Комерційна експлуатація розпочата 15 жовтня 2016 року.

## Опозиція
Люди виступали проти заводу з моменту його пропозиції в 1979 році. Проте пропозиція була призупинена через протести. Його повернули в 2000 році, і будівництво почалося за уряду Атала Біхарі Ваджпаї.

## Блоки
| Блок    | Тип       | Валовий МВт | Початок будівництва | Початок операції            | Примітки |
| ------- | --------- | ----------- | ------------------- | --------------------------- | -------- |
| I етап  |           |             |                     |                             |          |
| ККНПП-1 | ВВЕР-1000 | 1000        | 31 березня 2002 р   | 22 жовтня 2013 р            | [ 15 ]   |
| ККНПП-2 | ВВЕР-1000 | 1000        | 31 березня 2002 р   | 15 жовтня 2016 р            | [ 19 ]   |
| II етап |           |             |                     |                             |          |
| ККНПП-3 | ВВЕР-1000 | 1000        | 29 червня 2017 р    | 22 липня 2020 р             | [ 21 ]   |
| ККНПП-4 | ВВЕР-1000 | 1000        | 29 червня 2017 р    | 2023 (планується)           | [ 21 ]   |
| ККНПП-5 | ВВЕР-1000 | 1000        | 14 листопада 2018 р | Грудень 2026 (заплановано)  | [ 22 ]   |
| ККНПП-6 | ВВЕР-1000 | 1000        | 14 листопада 2018 р | Вересень 2027 (заплановано) | [ 22 ]   |